# Бодманський палац
Бодманський палац (нім. Schloss Bodman), званий також Новий Бодман (нім. Neu-Bodman) — палац у Бодмані, одному з районів Бодман-Людвігсгафен на півдні німецької федеральної землі Баден-Вюртемберг.

## Історія
Перша будівля на цьому місці (перший палац Бодман) була зведена в 1757 році, і з 1760 року була постійною резиденцією графів фон Бодман, які перебралися у Бодман із замку Еспазинген під Штоккахом.

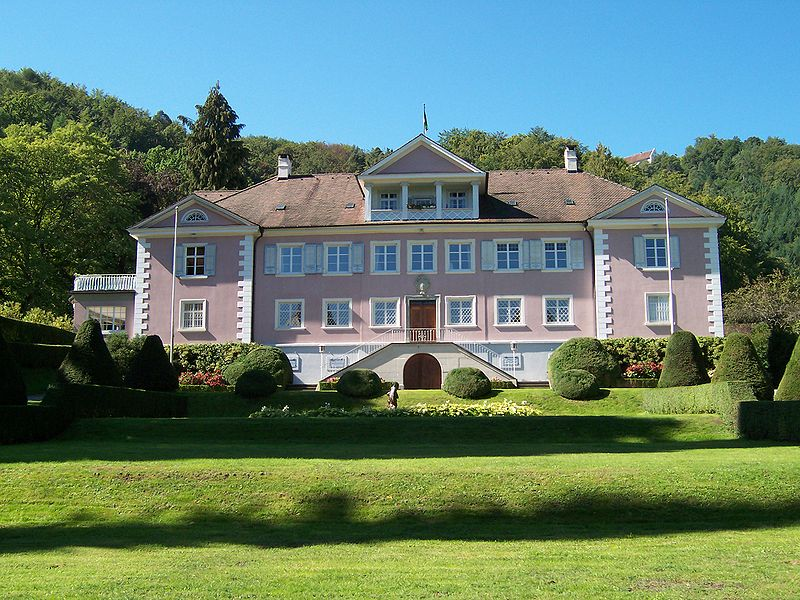
Бодманський палац

З 1831 року та по 1832 рік, за проектом Іоганна Баптиста Верле (Johann Baptist Wehrle, 1791—1857) було зведено нову будівлю, що збереглася до сьогоднішнього дня. На початку XX століття, в період з 1907 по 1909 до палацу були прибудовані два бічних флюгеля.
Палац знаходиться в приватному володінні, та служить будинком Вільдеріху Іоганну графу фон і цу Бодман.
Огляд можливий тільки з зовнішньої сторони. Для відвідувань регулярно відкритий палацовий парк в англійському стилі, закладений у XVIII столітті.